# Mercedes-Benz Sprinter Travel
Mercedes-Benz Sprinter Travel — туристический автобус особо малого класса производства Mercedes-Benz.

## История
Автобус Mercedes-Benz Sprinter Travel впервые был представлен в 1995 году, параллельно с базовой моделью Mercedes-Benz Sprinter. В 2000 году автобус прошёл фейслифтинг.
С 2006 по 2018 год автобус производился на базе агрегатов второго поколения Mercedes-Benz Sprinter. Наиболее распространённый вариант производится с 2009 года на базе Mercedes-Benz Sprinter 516 CDI.

## Технические характеристики
| Технические характеристики | Sprinter Travel 45            | Sprinter Travel 55            | Sprinter Travel 65            |
| -------------------------- | ----------------------------- | ----------------------------- | ----------------------------- |
| Годы производства          | 1995 — настоящее время        | 1995 — настоящее время        | 1995 — настоящее время        |
| Длина                      | 7345 мм                       | 7665 мм                       | 7700 мм                       |
| Ширина                     | 1993 мм                       | 1993 мм                       | 1993 мм                       |
| Высота (вкл. крышу)        | 2790 мм                       | 2790 мм                       | 2845 мм                       |
| Высота                     | 2820 мм                       | 2820 мм                       | 2875 мм                       |
| Колёсная база              | 4325 мм                       | 4325 мм                       | 4325 мм                       |
| Передняя подвеска          | 1004 мм                       | 1004 мм                       | 1004 мм                       |
| Задняя подвеска            | 2015 мм                       | 2335 мм                       | 2370 мм                       |
| Радиус поворота            | 15600 мм                      | 15600 мм                      | 15600 мм                      |
| Высота двери               | 2240 мм                       | 2280 мм                       | 2280 мм                       |
| Запас хода                 | 1910 мм                       | 1910 мм                       | 1910 мм                       |
| Двигатель                  | Евро-5/EEV MB OM 651 DE 22 LA | Евро-5/EEV MB OM 651 DE 22 LA | Евро-5/EEV MB OM 651 DE 22 LA |
| Мощность                   | 95 кВт                        | 95 кВт                        | 120 кВт                       |
| Двигатель                  | Евро-5/EEV MB OM 651 DE 22 LA | Евро-5/EEV MB OM 651 DE 22 LA | Евро-5/EEV MB OM 642 DE 30 LA |
| Мощность                   | 120 кВт                       | 120 кВт                       | 140 кВт                       |
| Двигатель                  | Евро-5/EEV MB OM 642 DE 30 LA | Евро-5/EEV MB OM 642 DE 30 LA | —                             |
| Мощность                   | 140 кВт                       | 140 кВт                       | —                             |
| Объём                      | 1,45 м³                       | 1,95 м³                       | 2,0 м³                        |
| Мест для сидения           | 16 + 1                        | 19 + 1                        | 17 + 1                        |

## Галерея

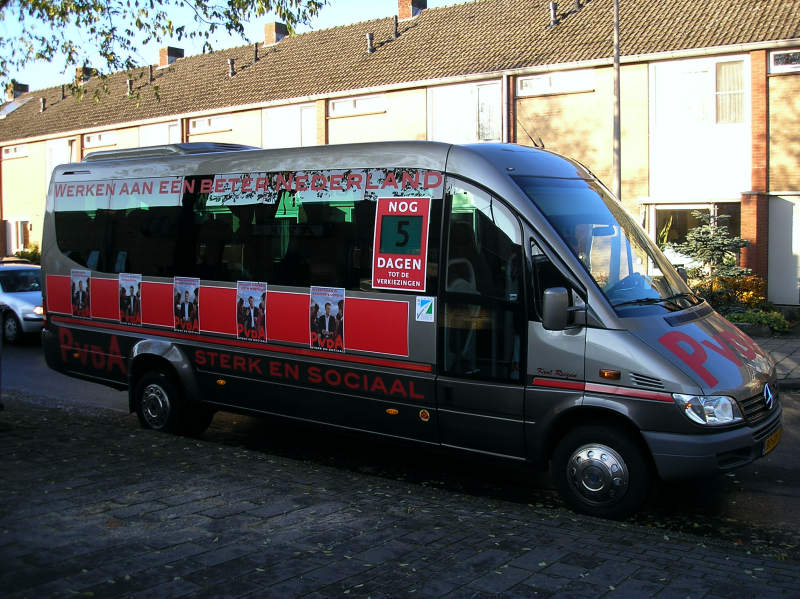
PvdA
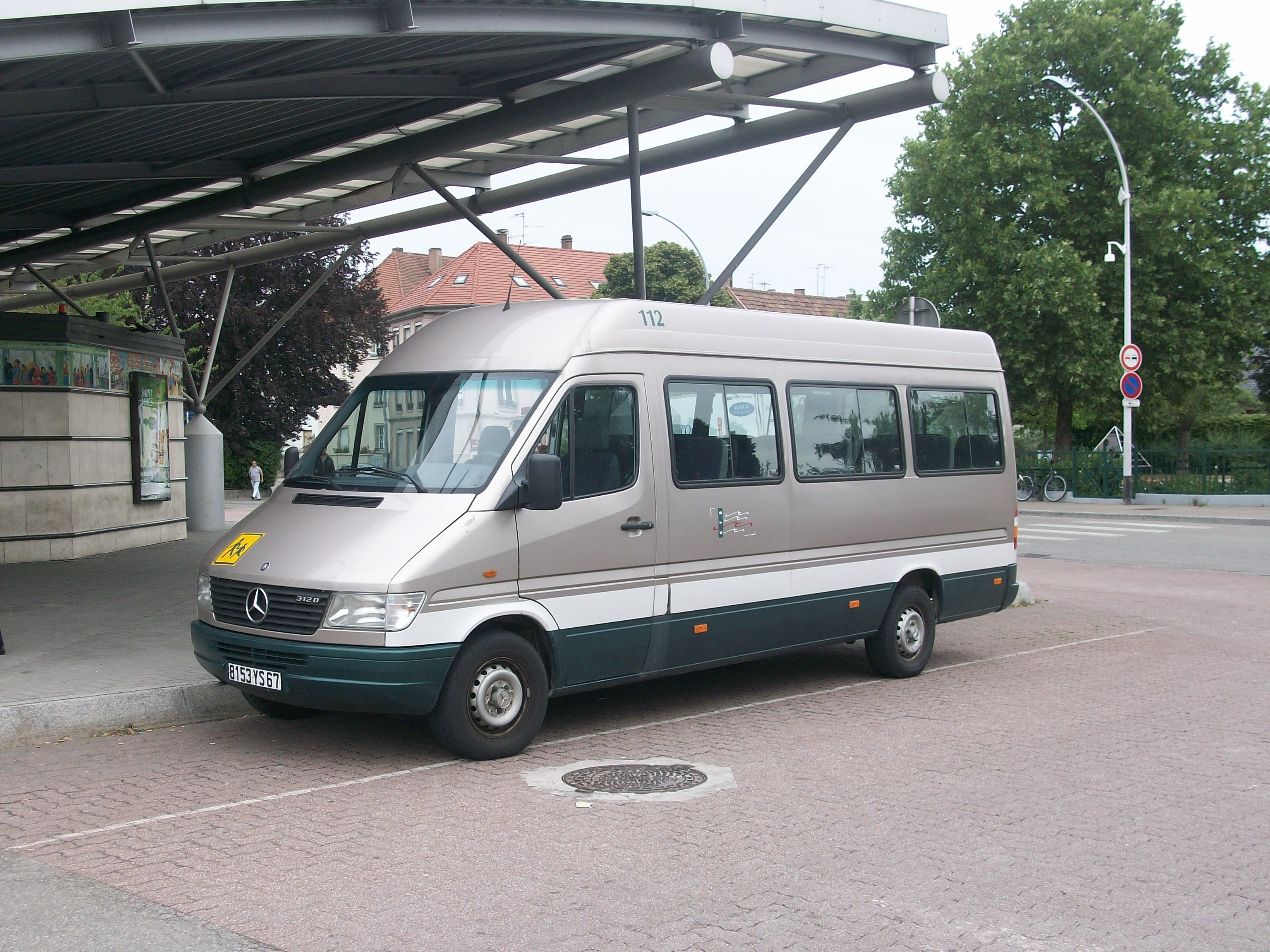
Sprinter Travel CTS
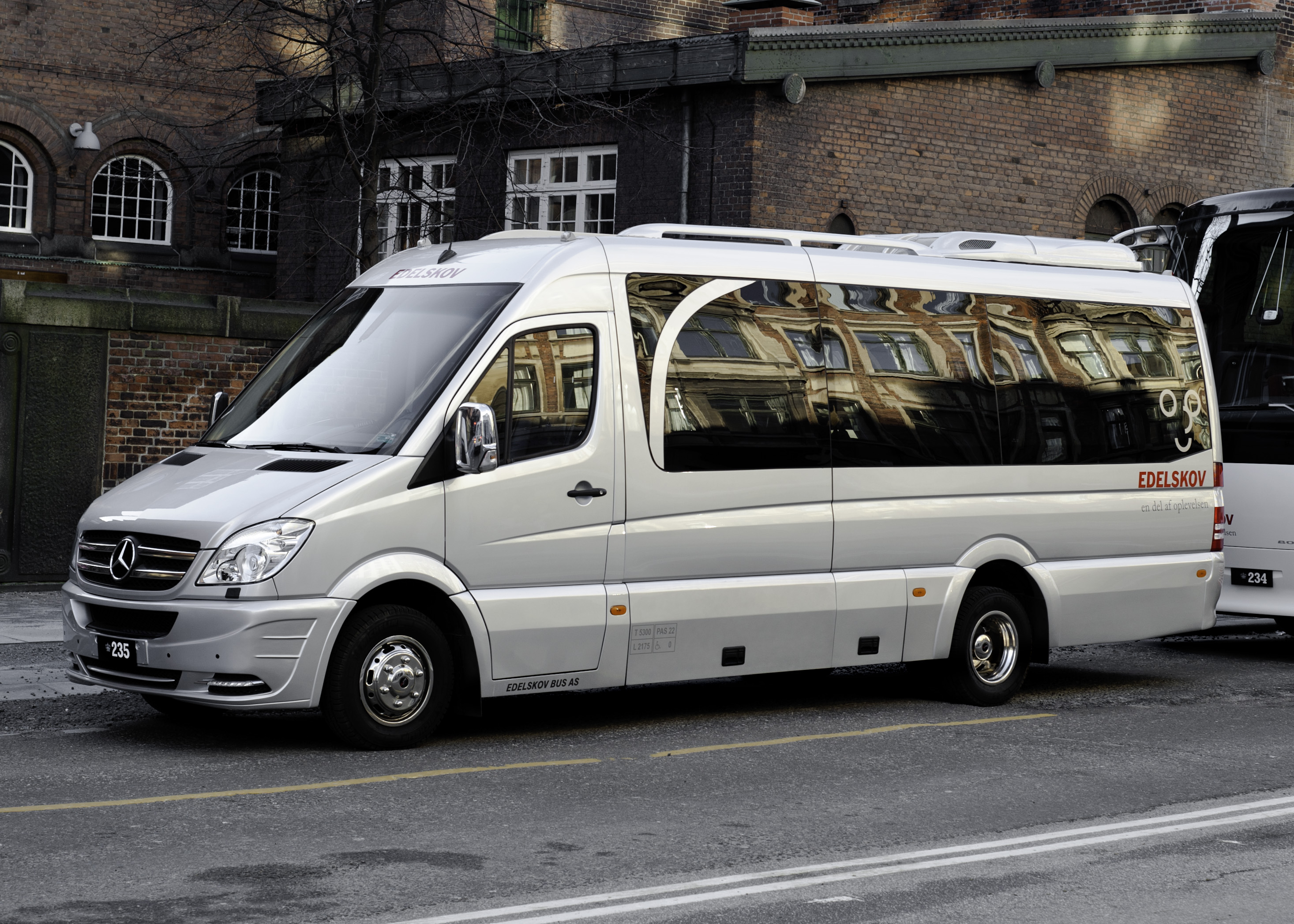
Sprinter Travel 65